# Bumi Agung (Kedurang)
Bumi Agung is een bestuurslaag in het regentschap Bengkulu Selatan van de provincie Bengkulu, Indonesië. Bumi Agung telt 364 inwoners (volkstelling 2010).